# تپه اطراف شهر سوخته ۳۱۶
تپه اطراف شهر سوخته شماره ۳۱۶ مربوط به هزاره سوم قم است و در شهرستان زابل، بخش شیب آب، دهستان لوتک، روستای حومه شهر سوخته، ۲۱/۶۳ کیلومتری جنوب غربی پایگاه باستان‌شناسی شهر سوخته واقع شده و این اثر در تاریخ ۲۳ بهمن ۱۳۸۵ با شمارهٔ ثبت ۱۷۲۸۱ به‌عنوان یکی از آثار ملی ایران به ثبت رسیده است.